# Copelatus pulicarius
Copelatus pulicarius är en skalbaggsart som beskrevs av Régimbart 1895. Copelatus pulicarius ingår i släktet Copelatus och familjen dykare. Inga underarter finns listade i Catalogue of Life.